# Centro Nacional de Rugby de Ámsterdam

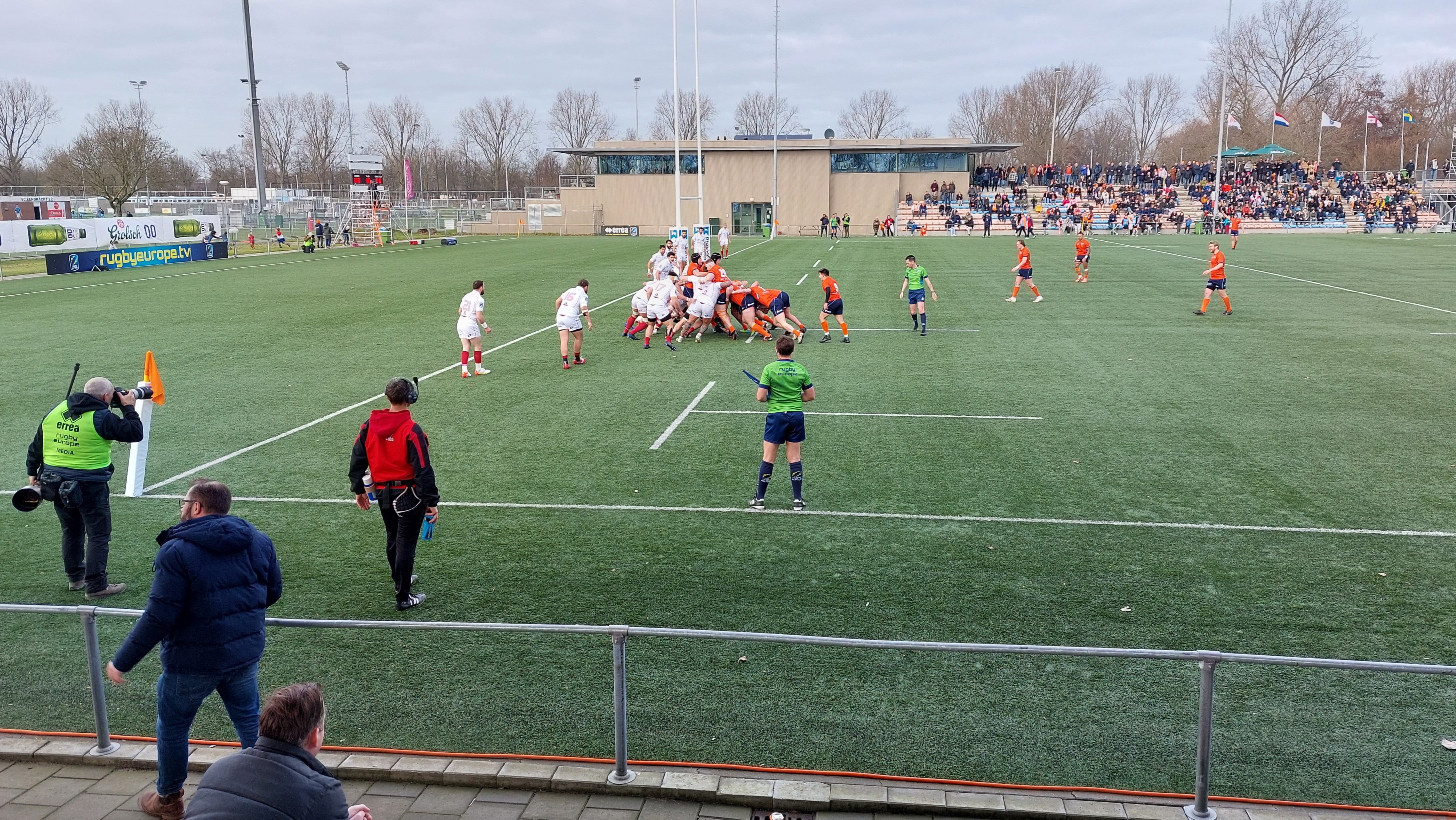
Centro Nacional de Rugby Ámsterdam - Países Bajos

El Centro Nacional de Rugby de Ámsterdam (en neerlandés: Nationaal Rugby Centrum Amsterdam) es un estadio de rugby en Ámsterdam, en los Países Bajos. El complejo está situado en el parque deportivo de Eendracht en Geuzenveld-Slotermeer. Todos los partidos internacionales de la selección de rugby holandesa se juegan en el centro. Las oficinas de la Asociación Holandesa de rugby (NRB) también se encuentran en el complejo.
Los planes para el Centro Nacional de Rugby de Ámsterdam (NRCA) surgieron cuando en los años ochenta y noventa, las actividades de la asociación aumentaron por el creciente interés en el rugby.